# Une arrière-saison
 (mai 2025).
Motif : Où sont les sources secondaires attestant de la notoriété de cet album au regard des critères généraux ou spécifiques?
- Archive Wikiwix
- Bing
- Cairn
- DuckDuckGo
- E. Universalis
- Gallica
- Google
- G. Books
- G. News
- G. Scholar
- Persée
- Qwant
- (zh) Baidu
- (ru) Yandex
- (wd) trouver des œuvres sur Wikidata

| 1. | Préciser le motif de la pose du bandeau. | Précisez le motif de la pose du bandeau en utilisant la syntaxe suivante : {{admissibilité à vérifier\|date=mai 2025\|motif=remplacez ce texte par le motif}}                           |
| 2. | Informer les utilisateurs concernés.     | Pensez à avertir le créateur de l'article, par exemple, en insérant le code ci-dessous sur sa page de discussion : {{subst:avertissement admissibilité à vérifier\|Une arrière-saison}} |

Ne doit pas être confondu avec Isabelle ou l'Arrière-saison ou L'Arrière-saison.
Je pardonnerai
Une arrière-saison est une chanson de Sheila sortie en CD le 7 décembre 2012 sur l'album Solide. 
Les paroles de ce titre ont été écrites par Nina Bouraoui.

## Fiche artistique
- Titre : Une arrière-saison
- Paroles : Nina Bouraoui
- Musique : Jacques Veneruso
- Interprète d’origine : Sheila
- Studio d'enregistrement : studio Music Live Production de Montrouge
- Réalisation : Yves Martin & Bruno Dandrimont
- Guitare : Bruno Dandrimont
- Basse: Fred Wursten
- Chœurs : Yves Martin et Taki
- Mixage : Jacques Veneruso et Thierry Blanchard
- Production : Yves Martin
- Année de production : 2012
- Éditeur : Musicalement vôtre / New Chance
- Parution : Décembre 2012
- Durée : 03:35

## Production
- CD Warner, date de sortie : 7 décembre 2012.